# Anita Rauch
Anita Maria Rauch (* 1967 in Amberg) ist eine deutsche Medizinerin und Humangenetikerin. Sie leitet seit 2009 das Institut für Medizinische Genetik an der Universität Zürich. Ihre Forschungsschwerpunkte sind die genetischen Grundlagen von Entwicklungsstörungen, angeborenen Herzfehlern und Kleinwuchs.

## Leben und Karriere
Anita Rauch studierte von 1987 bis 1994 Humanmedizin an der Universität Regensburg, der Universität Erlangen-Nürnberg und der Universität Umeå in Schweden. Von 1994 bis 2000 war sie in Erlangen im Institut für Humangenetik und in der Kinderklinik als Assistenzärztin tätig. In dieser Zeit promovierte sie und erhielt die Anerkennung als Fachärztin für Humangenetik. 2004 folgte die Habilitation für das Fach Humangenetik. Bis 2009 war Anita Rauch Oberärztin und Forschungsgruppenleiterin sowie stellvertretende Leiterin des Instituts für Humangenetik in Erlangen. 2009 erhielt sie einen Ruf auf eine Professur an die Universität Zürich und wurde dort gleichzeitig zur Direktorin des Instituts für Medizinische Genetik ernannt.

## Auszeichnungen und verliehene Mitgliedschaften
Quelle:
- 2004: Thiersch-Preis der Medizinischen Fakultät der Universität Erlangen-Nürnberg
- 2004: John M. Opitz Award (Wiley, USA)
- 2008: Preis der Deutschen Gesellschaft für Humangenetik
- 2008: Sir-Hans-Krebs-Preis (Gesellschaft der Freunde der Medizinischen Hochschule Hannover e. V.)
- 2009: Wilhelm-Vaillant-Preis (München)[4]
- seit 2012: Forschungsrätin des Schweizerischen Nationalfonds
- seit 2014: Vorstandsmitglied der Schweizer Akademie für Medizinische Wissenschaften (SAMW)
- seit 2015: Mitglied der Nationalen Akademie der Wissenschaften Leopoldina

## Schriften (Auswahl)
- A. Rauch et al.: Range of genetic mutations associated with severe non-syndromic sporadic intellectual disability. In: The Lancet. 380, 2012, S. 1674–1682.
- A. Rauch et al.: Mutations in the PCNT gene cause primordial dwarfism. In: Science. 319. 2008, S. 816–919.
- A. Rauch et al.: Diagnostic yield of various genetic appraoches in patients with unexplained developmental delay or mental retardation. In: American Journal of Medical Genetics. 140. 2006, S. 2063–2074.